# MacOS Server
macOS Server (bis Version 5.1.8: OS X Server) ist eine Server-Erweiterung für das Betriebssystem macOS von Apple, die im Mac App Store erworben werden konnte. Sie erweiterte das reguläre Betriebssystem um Software für die Administration und zur Bedienung von Diensten wie Web und E-Mail. Die Weiterentwicklung und der Verkauf wurde am 21. April 2022 eingestellt. Bis 2011 war es als Mac OS X Server ein eigenständiges Betriebssystem, das auf Mac OS X basierte. Die erste Version von 1999 basierte auf dem Apple-Betriebssystem-Projekt Rhapsody.

## Namensgebung und Versionsnummern
Mac OS X Server 1.0 (1999) war das erste Apple-Betriebssystem mit dem Namen „Mac OS X“, allerdings war es als Version von Rhapsody, das wiederum aus dem von NeXT stammenden OPENSTEP (zuvor NeXTStep) entwickelt worden war, noch nicht mit dem späteren Mac OS X 10.0 (2001) vergleichbar. Ab Mac OS X 10.0 „Cheetah“ war Mac OS X Server die Server-Version des Mac OS X, auf dem es basierte, und führte dessen Versionsnummer. Mac OS X Server 10.6 (2009) war die letzte Version als eigenständiges Betriebssystem. Ab Mac OS X Lion (10.7, 2011) ist es ein Installationspaket für das reguläre OS-X-/macOS-Betriebssystem, die Versionsnummern starteten erneut bei 1.0. Das resultierende Betriebssystem heißt schlicht „macOS Server“ (ab 2016; davor „OS X Server“).
Die Server-Variante des Apple-Betriebssystems („Mac OS X Server“) und die Funktionserweiterung als Server für das Betriebssystem („OS X Server“ und „macOS Server“) kann somit in bisher drei Veröffentlichungsphasen eingeteilt werden:
1. basierend auf Rhapsody (1999–2000): abgesehen von an Entwickler abgegebenen Versionen von Rhapsody, sogenannte Developer Releases (welche noch für Intel und PowerPC verfügbar waren), ist Mac OS X Server die einzige offizielle Veröffentlichung des Rhapsody-Betriebssystems. Als Rhapsody 5.3 bis 5.6 folgt es direkt auf OPENSTEP 4.0 bis 4.2, das wiederum eine Weiterentwicklung von NeXTStep bzw. NEXTSTEP bis Version 3.3 darstellt.
2. basierend auf Mac OS X (2001–2011): anfänglich etwas später veröffentlicht als die Desktop-Variante setzt die Server-Version darauf auf und erweitert die einzelnen Funktionen um grafische Konfigurations- und Analyse-Werkzeuge. Während die Desktop-Version von Mac OS X ohne Seriennummer funktioniert ist auf Mac OS X Server die Eingabe einer korrekten Seriennummer notwendig. Die Versionsnummer ist dieselbe wie die des als Basis verwendeten Mac OS X. Während bei der Desktop-Version ab Panther (10.3) Namen statt Versionsnummern verwendet wurden, hat Mac OS X Server bis zuletzt nur Versionsnummern verwendet, z. B. ist „Mac OS X Tiger“ die Basis von „Mac OS X Server 10.4“.
3. als Erweiterung für OS X bzw. macOS, die über den Mac App Store beziehbar ist (2011 bis 2022). Dadurch war „OS X Server“ (bis 2016) und „macOS Server“ (ab 2016) kein vollständiges eigenes Betriebssystem mehr, sondern eine erwerbbare Erweiterung für ein bereits installiertes OS X bzw. macOS. Die Versionsnummer startete neu bei 1.0 und folgt nicht mehr der Version des Betriebssystems: so ist OS X Server 1.0 die Server-Erweiterung für Mac OS X Lion (10.7) und das resultierende Betriebssystem wird als „Lion Server“ bezeichnet. Ab OS X Server 2.0 wird das resultierende Betriebssystem schlicht „OS X Server“ bezeichnet, mit dem Namen des OS X, auf dessen Basis die Erweiterung installiert wurde, in Klammern – z. B. „OS X Server (Mavericks)“.[5] Ab Version 5.0 ist „OS X Server“ nicht mehr an eine einzige Version des darunter liegenden OS X/macOS gebunden: erstmals ließ sich das Server-Installationspaket auf mehr als einer Version von OS X installieren, neben dem damals aktuellen OS X El Capitan 10.11 auch auf der Vorversion OS X Yosemite 10.10.5. Mit Version 5.2 wurde das Server-Paket in „macOS Server“ umbenannt – analog zu macOS Sierra 10.12, obwohl es ebenfalls auf der Vorversion, OS X El Capitan 10.11.6, installiert werden kann.[4] Am 21. April 2022 wurde der Verkauf von macOS Server eingestellt. Die Erweiterung lässt sich bis zur letzten Version 5.7.1 für macOS Monterey weiterhin installieren und nutzen; Apple hat die beliebtesten Server-Funktionen Caching-Server, Dateifreigabe-Server und Time Machine-Server als Einzelpakete gratis für macOS ab High Sierra bereitgestellt.[2]

Somit existieren zwei 1.0er-Versionen: zuerst „Mac OS X Server 1.0“ (Rhapsody 5.3, 1999) und 12 Jahre später „OS X Server 1.0“ (2011, als Erweiterung für OS X Lion im Mac App Store), resultierend in „Lion Server“.

## Geschichte
Bevor Mac OS X auf den Markt kam, stellte Apple Serverdienste in Form von AppleShare für Mac OS zur Verfügung, die Datei- und Druckdienste anboten und auf dem regulären System (bis System 7.5.5) oder Mac OS (ab Mac OS 7.6) installiert werden konnten.
Bei System 7 war Apple Mitte der 1990er-Jahre an einem Totpunkt angelangt, weil der Kern des Betriebssystems dringend modernisiert werden musste. Projekte, dies selbst zu bewerkstelligen, waren erfolglos: die Projekte Pink (TaligentOS), Star Trek (System 7 auf Intel i486) und Copland (ein Nachfolger für System 7) blieben unvollendet.
Schließlich übernahm Apple 1996 das Unternehmen NeXT inklusive deren Betriebssystem OPENSTEP, das der Nachfolger von System 7 (ab Version 7.6 in Mac OS umbenannt) werden sollte. Die Entwicklung dauerte allerdings von ca. Ende 1996 bis 2001. Anfangs wurde mit Rhapsody ein Projekt für ein direkt auf OPENSTEP basiertes Betriebssystem gestartet, das auch auf PCs lauffähig war und auf die von Apple genutzte PowerPC-Plattform portiert werden musste. Das Projekt wurde jedoch 1998 eingestellt und stattdessen Mac OS X entwickelt, das zwar auch in großen Teilen auf Rhapsody basierte, jedoch mit einigen Änderungen und Neuentwicklungen versehen war. Weil Mac OS X auch 1999 noch nicht ansatzweise fertig war und Mac OS 8.5.1 (Ende 1998) als technisch veraltet galt und damit für Server ungeeignet war, wurde das zuvor in letzter Minute gestoppte Rhapsody doch noch veröffentlicht – allerdings als reines Server-Betriebssystem exklusiv für Macintosh-Computer und umbenannt in Mac OS X Server 1.0.
Diese erste Version von Mac OS X Server war technisch gesehen Rhapsody 5.3 und somit ein Hybrid aus Teilen von OPENSTEP aus dem Haus NeXT Computer und Mac OS 8. Die grafische Benutzeroberfläche war vom Look and Feel her an OPENSTEP angelehnt, benutzte beim Aussehen jedoch das Platinum-Design-Thema aus dem Projekt Copland, wie es auch in Mac OS 8 eingeführt worden war. Anders als noch bei OPENSTEP war bei Rhapsody daher die horizontale Menüleiste in Mac-üblicher Weise am oberen Bildschirmrand. Während Rhapsody 5.0 und 5.1 noch für PowerPC und Intel als Developer Release an Entwickler abgegeben wurde, blieb die finale Version unveröffentlicht. Mit Mac OS X Server 1.0 wurde schließlich Rhapsody 5.3 veröffentlicht, allerdings nur mehr in der PowerPC-Version für Power Macintosh ab G2 (PowerPC 603), Power Macintosh G3, Power Mac G3 und, ab Rhapsody 5.6, Power Mac G4.
Zur Kompatibilität wurde eine Virtualisierungsumgebung namens Blue Box – später als Classic-Umgebung bekannt – eingesetzt, womit bestehende Mac-OS-Programme auf dem integrierten virtualisierten Mac OS 8.5.1 – bei Mac OS X Server 1.0.2 dann Mac OS 8.6 – ablaufen konnten. WebObjects (das noch von NeXT stammt) war in dem Paket inbegriffen.
Die letzte Version war Mac OS X Server 1.2v3 – sie wurde im Oktober 2000 kurz nach Mac OS X Public Beta veröffentlicht und stellt als Rhapsody 5.6 auch die letzte Version von Rhapsody dar.
Am 21. Mai 2001 veröffentlichte Apple eine neue Version des Server-Betriebssystems auf Basis von Mac OS X 10.0 „Cheetah“. Die Server-Variante ist nahezu identisch mit dem Desktop-Betriebssystem; der Hauptunterschied besteht darin, dass bei der Server-Variante Software mitgeliefert wird, die vor allem Administration und Bedienung von Diensten wie Web und E-Mail vereinfachen. Die meisten Dienste von Mac OS X Server basieren auf erprobten Tools von BSD, zum Beispiel der Apache Webserver. In Mac OS X Server gibt es jedoch für jedes dieser Programme eine grafische Benutzeroberfläche. Einige Dienste basieren zudem auf Benutzerdiensten von NetInfo des Unternehmens NeXT. Seitdem wurde für jede neue Version des Betriebssystems auch neue Server-Software veröffentlicht, zu Beginn immer etwas später als die Desktop-Version; ab Mac OS X Leopard (10.5, 2007) war die Server-Version gleichzeitig mit der Desktop-Version verfügbar, ebenso wie die Aktualisierungen.
Ab Mac OS X Lion (10.7, 2011) wurde die Server-Version nicht mehr als eigenständiges Betriebssystem, sondern als kostenpflichtiges Upgrade zum regulären Betriebssystem vertrieben. Allerdings wurden in neueren Versionen der Server-Erweiterung immer wieder Funktionen gestrichen.

## Funktionen
Der auf Mac OS X Panther (10.3) aufbauende Server bietet ein ausgewachsenes und gut ausgestattetes Serversystem. Benutzer- und Dateimanagement werden via Open Directory zur Verfügung gestellt, das LDAP-kompatibel ist. Viele alltägliche Netzwerkdienste wie zum Beispiel NTP, SNMP, Web Server, Mail Server, LDAP, AppleTalk und Printserver sind ebenfalls abrufbar. Da Samba in Version 3 in das System integriert ist, kann Mac OS X Server auch mit Windows-Netzwerken zusammenarbeiten. Die Skriptsprachen Perl und PHP sind ebenfalls im System enthalten.
Die Version 10.4 (aufbauend auf Mac OS X Tiger) integriert weitere Dienstprogramme, die von Open-Source-Projekten abgeleitet wurden; auch werden nun ACLs unterstützt.
Nach der Umstellung von PowerPC- auf Intel-Prozessoren im Jahr 2006 kam Mac OS X Server 10.4.7 als Universal-Version heraus. Es handelt sich um die erste Version von Mac OS X, die von derselben Installation sowohl auf Power Macs als auch auf Intel-Macs starten kann.
In der Version 10.5 (basierend auf Mac OS X Leopard) sind der Spotlight Server, Podcast Producer, iCal Server, Wiki Server neu hinzugekommen. Außerdem wurden viele andere Dienste auf aktuellen Stand gebracht: Apache 2.2, MySQL 5, Apache Tomcat 6, QuickTime Streaming Server 6, iChat Server 2, Xgrid 2 und OpenDirectory 4.
Version 10.6 von Mac OS X Server (Mac OS X Snow Leopard) ist erstmals zeitgleich mit dem Desktop-Betriebssystem erschienen. Auch die Aktualisierungen (englisch Updates) erschienen zeitgleich. Es ist die erste Version, die nur noch auf Intel-basierten Macs lauffähig ist. Hinzugefügt wurden Version 2 von iCal Server, Wiki Server und Podcast Producer. Als Mail-Server wird Dovecot statt Cyrus verwendet. Neu hinzugekommen ist ein Adressbuch-Server, der es vereinfacht, Kontaktinformationen im Netzwerk zu nutzen. Auch die aus Version 10.5 bekannten Programme wurden fast alle aktualisiert.
Seit Mac OS X 10.7 ist der Funktionsumfang der bisherigen Server-Variante nicht mehr als eigenständiges Betriebssystem, sondern als kostenpflichtiges Upgrade für das reguläre Mac OS X erhältlich. Neu ist darin das Cluster-Dateisystem Xsan, das bisher separat vertrieben wurde. Außerdem wurde das Datenbank-System MySQL durch PostgreSQL ersetzt.
Mit Versionen 5.4 und insbesondere 5.7.1 wurden viele Dienste aus dem macOS Server entfernt und der Nutzer ist auf Fremdprodukte angewiesen. Nachdem immer mehr Funktionen aus macOS Server entfernt worden waren, stoppte Apple den Verkauf der Erweiterung schließlich gänzlich.
| Dienst             | Entfernt in Version                     | von Apple vorgeschlagene/empfohlene Alternativen                 |
| ------------------ | --------------------------------------- | ---------------------------------------------------------------- |
| FTP                | in macOS Server 5.4 entfernt            | SFTP/SSH                                                         |
| Server Docs        | in macOS Server 5.4 entfernt            | iCloud-Dokumente, Apache/WebDAV                                  |
| DNS                | in macOS Server 5.7.1 entfernt          | BIND, Unbound, KnotDNS                                           |
| VPN                | in macOS Server 5.7.1 entfernt          | OpenVPN, SoftEther VPN, WireGuard                                |
| Mail-Server        | in macOS Server 5.7.1 entfernt          | dovecot/Postfix, Courier, KerioConnect                           |
| Kalender           | in macOS Server 5.7.1 entfernt          | CalendarServer, DavMail, Radicale, KerioConnect                  |
| Wiki               | in macOS Server 5.7.1 entfernt          | MediaWiki, PmWiki, XWiki, Confluence, WordPress-WMX-Dateien      |
| Kontakte           | in macOS Server 5.7.1 entfernt          | CalendarServer, DavMail, Citadel, KerioConnect                   |
| Nachrichten        | in macOS Server 5.7.1 entfernt          | ejabberd, Openfire, Prosody                                      |
| Radius             | in macOS Server 5.7.1 entfernt          | FreeRadius                                                       |
| AirPort-Verwaltung | in macOS Server 5.7.1 entfernt          | AirPort-Dienstprogramm                                           |
| DHCP               | UI-Tools in macOS Server 5.7.1 entfernt | bootpd (in macOS integriert)                                     |
| Firewall           | UI-Tools in macOS Server 5.7.1 entfernt | PF-Firewall (in macOS integriert)                                |
| Websites           | UI-Tools in macOS Server 5.7.1 entfernt | Apache-HTTP-Server (in macOS integriert), Nginx, Lighttpd        |
| NetBoot/NetInstall | UI-Tools in macOS Server 5.7.1 entfernt | BOOTP, TFTP, HTTP, NFS (alle in macOS integriert), NetSUS, BSDPy |

## Versionsgeschichte
| Produktname und Version | Veröffentlichung   | Beschreibung / Änderungen |
| ----------------------- | ------------------ | --- |
| Mac OS X Server 1.0     | 16. März 1999      | Erste veröffentlichte Version; basiert auf Rhapsody (interne Versionsnummer 5.3; das unveröffentlichte Rhapsody 1.0 trägt intern Versionsnummer 5.2), war jedoch nur in einer PowerPC-Variante für Apples eigene Rechner der Power-Macintosh-Reihe verfügbar (Rhapsody war sowohl für x86 als auch für PowerPC programmiert worden). Die Oberfläche ist stark an dem von Copland übernommenen „Platinum“-Design von Mac OS 8 angelehnt. Parallel zum Betriebssystem wurde erstmals Darwin in Version 0.1 als quelloffene Basis veröffentlicht. Unterstützt werden Power Macintosh 603-604e und G3, ab Version 1.2 auch Power Mac G4. Es erschienen die Aktualisierungen 1.0.1 (Rhapsody 5.4) am 15. April 1999, 1.0.2 (Rhapsody 5.5) am 29. Juli 1999, 1.2 (Rhapsody 5.6) am 14. Januar 2000 und 1.2v3 (Rhapsody 5.6) am 27. Oktober 2000. |
| Mac OS X Server 10.0    | 21. Mai 2001       | Basiert vollständig auf Mac OS X 10.0 „Cheetah“ und bringt erstmals die neue Aqua-Oberfläche mit. |
| Mac OS X Server 10.1    | 25. September 2001 | Basiert auf Mac OS X 10.1 „Puma.“ Neben zahlreichen Detailverbesserungen unterstützt diese Version nun Software-RAID (RAID-0 und RAID-1) und kommt mit QuickTime Streaming Server in Version 3.0.2. |
| Mac OS X Server 10.2    | 24. August 2002    | Basiert auf Mac OS X 10.2 „Jaguar.“ |
| Mac OS X Server 10.3    | 24. Oktober 2003   | Basiert auf Mac OS X Panther. |
| Mac OS X Server 10.4    | 29. April 2005     | Basiert auf Mac OS X Tiger; mit der Umstellung von PowerPC- auf Intel-Prozessoren (x86-CPUs) war Mac OS X Server 10.4.7 das erste Apple-Betriebssystem, das vollständig Universal – startfähig sowohl auf PowerPC- als auch auf Intel-Macs – veröffentlicht wurde. |
| Mac OS X Server 10.5    | 26. Oktober 2007   | Basiert auf Mac OS X Leopard und ist wie dieses ebenfalls Universal. Erstmals erschien die Server-Version von Mac OS X gemeinsam mit der Desktop-Version. Auch die Aktualisierungen waren zum gleichen Zeitpunkt wie die der Desktop-Version verfügbar. |
| Mac OS X Server 10.6    | 28. August 2009    | Basiert auf Mac OS X Snow Leopard und ist wie dieses nur mehr auf Intel-Macs lauffähig. Erschien inklusive Aktualisierungen gleichzeitig mit der Desktop-Version. |
| OS X Server 1.0         | 20. Juli 2011      | Benötigt Mac OS X Lion. Seit dieser Version wird OS X Server nicht mehr als eigenständiges Betriebssystem, sondern als kostenpflichtiges Upgrade zum regulären Betriebssystem vertrieben. Während „Lion“ noch unter dem alten Namen „Mac OS X“ veröffentlicht wurde, erhielt das Server-Upgrade bereits die neue Bezeichnung ohne „Mac“ im Namen. Das resultierende Server-Betriebssystem wird als „Lion Server“ bezeichnet. |
| OS X Server 2.0         | 25. Juli 2012      | Benötigt OS X Mountain Lion; das resultierende Server-Betriebssystem heißt ab dieser Version schlicht „OS X Server“ mit dem Basis-Betriebssystem in Klammern: „OS X Server (Mountain Lion)“ |
| OS X Server 3.0         | 22. Oktober 2013   | Benötigt OS X Mavericks. Das regulär 18 Euro teure Softwarepaket wurde an Entwickler gratis abgegeben. |
| OS X Server 4.0         | 16. Oktober 2014   | Benötigt OS X Yosemite. |
| OS X Server 5.0         | 21. September 2015 | Erste Version, die auf mehr als einer Version von OS X installierbar ist. Benötigt mindestens OS X Yosemite 10.10.5 oder OS X El Capitan 10.11. |
| OS X Server 5.1         | 21. März 2016      | Benötigt mindestens OS X El Capitan 10.11.4. Preis: 19,99 Euro. |
| macOS Server 5.2        | 21. September 2016 | Benötigt mindestens OS X El Capitan 10.11.6 oder macOS Sierra 10.12. Preis: 20,00 Franken oder 19,99 Euro. |
| macOS Server 5.3        | 27. März 2017      | Gleiche Systemvoraussetzungen wie Version 5.2 (mindestens OS X El Capitan 10.11.6 bzw. macOS Sierra 10.12.4). Die Aktualisierung 5.3.1 benötigt macOS Sierra 10.12.4 oder 10.12.5. |
| macOS Server 5.4        | 25. September 2017 | Benötigt mindestens macOS High Sierra 10.13. |
| macOS Server 5.5        | 23. Januar 2018    | Benötigt mindestens macOS High Sierra 10.13.3 |
| macOS Server 5.6        | 24. April 2018     | Benötigt mindestens macOS High Sierra 10.13.5 |
| macOS Server 5.7        | 28. September 2018 | Benötigt mindestens macOS Mojave 10.14 |
| macOS Server 5.8        | 25. März 2019      | Benötigt mindestens macOS Mojave 10.14.4 |
| macOS Server 5.9        | 8. Oktober 2019    | Benötigt mindestens macOS Catalina 10.15 |
| macOS Server 5.10       | 1. April 2020      | Benötigt mindestens macOS Catalina 10.15 |
| macOS Server 5.11       | 1. Januar 2021     | Benötigt mindestens macOS Big Sur 11.0.1 |